# Jeremy Smith
Jeremy Smith, född 13 april 1989, är en kinesisk-amerikansk professionell ishockeymålvakt som spelar för det kinesiska laget Kunlun Red Star (under namnet "Shimisi Jieruimi"). Han spelar även i det kinesiska OS-laget vid vinterspelen 2022.
Han har tidigare spelat på NHL-nivå för Colorado Avalanche och på lägre nivåer för Charlotte Checkers, San Antonio Rampage, Providence Bruins, Iowa Wild, Springfield Falcons och Milwaukee Admirals i AHL, Cincinnati Cyclones i ECHL samt Plymouth Whalers och Niagara Icedogs i OHL.
Smith draftades i andra rundan i 2007 års draft av Nashville Predators som 54:e spelare totalt.